# میلیون سال پیش
میلیون سال پیش (انگلیسی: Myr) یا میلیون سال (million years) است که برابر با دورهٔ زمانیِ یک‌میلیون‌ساله است. نمونه‌ای از کاربرد این یکا، سن تخمینی کیهان است که حدود ۱۳٫۷۹۸ میر (میلیون سال)، برابر با ۱۳ میلیارد و ۷۹۸ میلیون سال برآورد شده‌است.

## کاربرد
یکای میر در دانش‌هایی مانند علوم زمین و کیهان‌شناسی کاربرد دارد. این یکا هنگامی که به‌صورت mya نوشته شود به‌معنی «میلیون سال پیش» (million years ago) است.
این یکا در کیهان‌شناسی، برخلاف زمین‌شناسی، یکایی استاندارد است. معمولاً یکای "myr" در زمین‌شناسی به‌شکل "Myr" (یکایی از سال‌های بزرگ) نوشته می‌شود، ولی استفاده از آن در اخترشناسی (که اکنون تا اندازه‌ای منسوخ گردیده) به‌صورت "MYR" (میلیون سال) نوشته می‌شده‌است.